# 5000 (عدد)
5000 (خمسةآلاف) هو عدد صحيح . يلي العدد 4999 ويسبق العدد 5001 وهو عدد طبيعي.
الخمسة آلاف الواحدة تساوي خمسون مائة.

## في الرياضيات
حسب نظام العد العشري في الرياضيات، يمكن كتابة العدد خمسة آلاف على النحو التالي:
- 5,000 — خمسة متبوعًا بثلاثة أصفار.
- 5 × 103 — خمسة في عشرة مرفوعة لأس ثلاثة.

## في التاريخ
- مدة 5000 عام يطلق عليها اسم الألفية الخامسة.